# Woźniki (powiat radomszczański)
Woźniki – wieś w Polsce położona w województwie łódzkim, w powiecie radomszczańskim, w gminie Lgota Wielka.
W latach 1975–1998 miejscowość należała administracyjnie do województwa piotrkowskiego.